# Clinopogon nicobarensis
Clinopogon nicobarensis är en tvåvingeart som först beskrevs av Ignaz Rudolph Schiner 1868.  Clinopogon nicobarensis ingår i släktet Clinopogon och familjen rovflugor. Inga underarter finns listade i Catalogue of Life.